# خوان گارسیا-هرروس
خوان گارسیا-هرروس (انگلیسی: Juan Garcia-Herreros؛ زادهٔ ۱ ژوئیهٔ ۱۹۷۷) موسیقی‌دان و تهیه‌کننده موسیقی اهل کلمبیا است.